# Manuel Ruiz Zorrilla
Manuel Ruiz Zorrilla, conte di Borego y Huescar (Burgo de Osma-Ciudad de Osma, 22 marzo 1833 – Soria, 13 giugno 1895) è stato un politico spagnolo liberale repubblicano. Fece parte del Governo provvisorio del 1869, fu Ministro di Grazia e Giustizia durante la Prima repubblica spagnola.

## Biografia
Laureato in giurisprudenza alla Università Centrale di Madrid nel 1857. Iniziò la sua carriera politica militando nel Partito Progressista nel 1858 dove strinse amicizia con Práxedes Mateo Sagasta con cui più tardi si trovò in disaccordo.
Fece parte del Governo provvisorio del 1868-1869. Fu uno strenuo oppositore di Alfonso XII e della restaurazione borbonica che lo vide in esilio nel 1874 in Francia, dove Francisco Ferrer Guardia fu il suo segretario personale. Fu tra i fondatori del Partito Repubblicano Progressista (1874-1895). Tentò invano varie volte di rovesciare la restaurata monarchia borbonica mediante dei "pronunciamenti" militari. Si avvicinò a Nicolás Salmerón nel 1893 aderendo all'Unione Repubblicana.
Massone, fu Gran Maestro del Grande Oriente spagnolo.
Alla sua morte nel 1895 il partito da lui fondato si scisse dividendo e indebolendo ulteriormente le forze repubblicane in campo.